# Fédération de soccer du Québec
La Federation de Soccer du Québec (FSQ) è l'organo che governa le competizioni calcistiche nella provincia canadese del Québec. La FSQ è affiliata alla Canadian Soccer Association. Il quartier generale è a Laval.
La federazione è stata fondata nel 1911 e ha assunto la denominazione corrente dal 2000.
Il 13 giugno 2013 la Canadian Soccer Association ha temporaneamente sospeso la Federation de Soccer du Québec per contrasti sull'uso di simboli religiosi durante il gioco.